# Pupamon pealianoides
Pupamon pealianoides is een krabbensoort uit de familie van de Potamidae. De wetenschappelijke naam van de soort is voor het eerst geldig gepubliceerd in 1966 door Bott.